# RoboCop 2
RoboCop 2 ist ein US-amerikanischer Science-Fiction-Film aus dem Jahr 1990 und Fortsetzung des erfolgreichen Films RoboCop von 1987. Der Film startete am 13. September 1990 in den deutschen Kinos.

## Handlung
Die Firma Omni Consumer Products (OCP) hat die Stadt Detroit im Würgegriff. Sie hat einen Polizistenstreik angezettelt und versucht, die Stadtverwaltung zu übernehmen, um die alte Stadt abzureißen und eine neue an ihre Stelle zu setzen.
Nur wenige Polizisten tun noch ihren Dienst, darunter auch RoboCop und seine Partnerin Anne Lewis. Bedingt durch die Abwesenheit einer schlagkräftigen Polizeitruppe breitet sich das organisierte Verbrechen in Form der Drogenbande von Cain ungehindert aus. Diese sorgt für die rasante Verbreitung der neuen, stark abhängig machenden Designerdroge Nuke. RoboCop nimmt daher alleine den Kampf gegen die Bande auf. Mühelos hebt er ein Drogenlabor der Bande aus, trifft dabei aber auf Hob, einen 12-jährigen Jungen aus Cains Bande, der auf ihn schießt. RoboCop kann aufgrund des kindlichen Alters von Hob das Feuer nicht erwidern. Gleichzeitig löst dieses Ereignis eine Erinnerung an seinen eigenen Sohn aus seinem früheren Leben aus, woraufhin er beginnt, seine ehemalige Familie zu beobachten. Diese Nachstellungen veranlassen seine Ex-Frau, sich bei OCP zu beschweren.
Derweil spürt RoboCop Hob in einer Spielhalle auf, wo dieser gerade dabei ist, den schwer Nuke-abhängigen Polizisten Duffy zu bestechen, um Informationen über künftige Polizeiaktionen zu erhalten. RoboCop gelingt es, Duffy zu verhaften und bringt von ihm den Ort des Hauptquartiers der Drogenbande in Erfahrung. Auch dieses versucht er alleine auszuräuchern, jedoch ist Cain gewappnet. RoboCop wird überwältigt, auf Anweisung Hobs brutal zerlegt und die Einzelteile vor dem Polizeirevier auf die Straße geworfen.
Dies nimmt OCP, ohnehin beunruhigt durchs RoboCops private Nachstellungen, zum Anlass, im Zuge seiner Reparatur unter Leitung von Dr. Juliette Faxx umfangreiche Änderungen an seinem Programm vorzunehmen. Dies dient vornehmlich dem Zweck, RoboCop als veraltetes Modell dastehen zu lassen und den Weg für seinen Nachfolger RoboCop 2 zu ebnen, der ebenfalls unter der Leitung von Dr. Faxx entwickelt wird. Durch seine Reprogrammierung ist RoboCop faktisch unfähig, seinen Dienst zu tun; so lässt er eine gewalttätige Diebesbande entkommen, während er kleine Vergehen mit unangemessener Härte verfolgt. Seine Wartungstechniker im Polizeirevier sehen sich außer Stande, seine ursprünglichen Direktiven wiederherzustellen, erwähnen aber, dass ein heftiger Stromschlag seinen Speicher wieder löschen könnte. Aufgrund dieser Information verlässt RoboCop das Revier und setzt sich an einem Transformator unter Strom. Tatsächlich wird der Speicher gelöscht und RoboCop kann seinen Dienst wieder aufnehmen.
Dies tut er auch sogleich und greift zusammen mit seinen Kollegen, die den Streik beendet haben, Cains Bande in ihrem neuen Versteck, einer Brauerei, an. Die überlebenden Gangster flüchten in zwei gepanzerten Geldtransportern. RoboCop kann Cain, der den einen Transporter lenkt, nach einer wilden Jagd durch die Straßen Detroits stellen; Cain wird schwer verletzt und in ein Krankenhaus eingeliefert. Hob und Angie, Cains Freundin, können mit dem zweiten Transporter entkommen. Dr. Faxx ist auf Cain aufmerksam geworden, da sie der Meinung ist, dass nur ein wahnsinniger Verbrecher die ausreichende Motivation mitbringt, sein Leben fortan in einem Cyborgkörper fortzusetzen. Seine Abhängigkeit vom Nuke soll seine Ergebenheit sichern. Im Hospital schaltet Dr. Faxx die Maschine zu seiner Lebenserhaltung ab und lässt Cains Gehirn in RoboCop 2 implantieren.
Währenddessen setzt sich Hob als neuer Anführer der Drogenbande gegenüber Angie durch und plant einen Handel mit Detroits Bürgermeister Kuzak, dem er anbietet, mit dem Inhalt des Geldtransporters für die Schulden der Stadt bei OCP aufzukommen, um im Gegenzug von der Polizei in Ruhe gelassen zu werden. Die Rückzahlung der Schulden liegt aber gar nicht in der Absicht von OCP, da sie dadurch der Möglichkeit beraubt werden, die Stadt Detroit zu privatisieren und an deren Stelle Delta City zu errichten. Daher lautet der erste Auftrag an RoboCop 2: Liquidierung des Bürgermeisters und seiner neuen Geldgeber. Er platzt mitten in die Verhandlungen von Hob mit dem Bürgermeister und tötet fast alle Anwesenden, Angie eingeschlossen. Kuzak kann durch einen glücklichen Umstand durch eine Abwasserröhre entkommen. Der sterbende Hob kann dem wenig später eintreffenden RoboCop mitteilen, dass das Massaker durch einen neuartigen Cyborg von OCP angerichtet wurde.
Noch am gleichen Abend verkündet OCP den Baubeginn von Delta City, einer neuen, sauberen und angeblich drogenfreien Stadt. Auch RoboCop 2 wird der Öffentlichkeit vorgestellt. Doch Cains Drogenabhängigkeit, vermeintliche Garantie seiner Gefügigkeit gegenüber OCP, lässt ihn beim Anblick einer präsentierten Nuke-Ampulle die Beherrschung verlieren. RoboCop 2 versucht, die Ampulle zu bekommen und beginnt ein Gemetzel im Saal. RoboCop erscheint ebenfalls zu der Premiere und tritt dem Cyborg gegenüber. In einem erbitterten Duell gelangen beide auf die Straße, wo bereits ein großes Polizeiaufgebot aufmarschiert ist. Der überlegenen Feuerkraft und Panzerung von RoboCop 2 kann selbst ein Panzerwagen, der ihn gegen eine Mauer drückt, nichts anhaben. Doch RoboCop und Lewis haben einen Plan. Während Lewis RoboCop 2 die Nuke-Ampulle ausliefert, nutzt RoboCop Cains dadurch bedingten Drogenrausch, um von hinten auf RoboCop 2 zu springen. Es gelingt ihm, seine Panzerung aufzubrechen, Cains Gehirn herauszuziehen und zu zerstören.

## Kritiken
„Einige selbstironische Brechungen und die tricktechnische Brillanz können die Tendenz zur Gewaltverherrlichung nicht aufwiegen.“

„RoboCop 2 is a bizarre mixture of violence and humor. (RoboCop 2 ist eine bizarre Mischung aus Gewalt und Humor.)“

## Musik
Die Filmmusik hat Leonard Rosenman komponiert. Sie wurde 1990 mit einer Laufzeit von 30 Minuten auf einer CD von Varèse Sarabande und 2019 vom gleichen Label in dessen Clubprogramm veröffentlicht. Film Music Journal schreibt dazu: „Irvin Kershner, der mit dem Komponisten seit langer Zeit befreundet war, war es der sich persönlich für den 1924 geborenen Rosenman stark machte. Er machte das, indem er sein eigenes Titelthema schrieb, sinnigerweise mit Sopranstimmen (die bei den Holzbläsern sitzend aufgenommen wurden) das Wort Robocop intonierend, ausgestattet, jeweils nach Rosenmans 6-Noten-Fanfare erklingend («Overture: Robocop 2»), weniger als heroische Beigabe, sondern durchaus die Zerrissenheit des von Peter Weller gespielten Charakters mitteilend. Was Rosenman von Poledouris übernommen hat, sind die Amboss Schläge. Das ergibt einen, wenn nicht melodischen so doch recht schlauen, musikalischen Wiedererkennungswert.“

## Auszeichnungen
Der Film war für den Saturn Award 1991 in gleich drei Kategorien nominiert. Diese waren Beste Leistung eines Nachwuchsschauspielers (Gabriel Damon), Bester Science-Fiction-Film und Beste Spezialeffekte. Gewinnen konnte er aber keine der Auszeichnungen.

## Hintergrund
- Der Nuke-Chemiker ist der Drehbuchautor und Comiczeichner Frank Miller.
- Auf einem der Bilder in der Verbrecherkartei, die Dr. Faxx durchgeht, ist Regisseur Irvin Kershner zu sehen.
- Die Szene, in der RoboCop einem Raucher die Zigarette ausschießt und sagt „Danke, dass Sie nicht mehr rauchen“ (thank you for not smoking), wurde als Nichtraucherwerbespot von vielen amerikanischen Kinos lizenziert.
- Der Film hat keinen Vorspann und keine Titeleinblendung, für die deutsche Fernsehauswertung wurde jedoch eine Titeleinblendung vorgenommen.
- Der Film war bis Januar 2014 indiziert, wurde dann jedoch vom Index gestrichen. Eine Neuprüfung der FSK ergab „Keine Jugendfreigabe“ für die ungekürzte Fassung.